# MTV Movie Awards 2012
MTV Movie Awards 2012 — церемония вручения кинонаград канала MTV, которая прошла 3 июня 2012 года в здании «Амфитеатр Гибсон» (Юнивёрсал-сити, Лос-Анджелес, Калифорния, США). Номинанты были объявлены 1 мая и победители определились с помощью голосования на сайте MTV.
Среди претендентов на MTV Movie Awards лидировали фильмы «Голодные игры» и «Девичник в Вегасе», претендующие каждый на восемь наград, в том числе в категориях «Фильм года», «Лучшая актёрская команда», «Лучшая женская роль». Основные соперники «Голодных игр» и «Девичника в Вегасе» практически во всех номинациях — это «Сумерки. Сага: Рассвет — Часть 1» и заключительная часть «Гарри Поттера».

## Исполнители
Церемония награждения прошла совместно с выступлением следующих музыкантов:
- Мартин Сольвейг (Диджей)
- гр. Fun и Жанель Монэ — «We Are Young»
- Wiz Khalifa — «Work Hard, Play Hard»
- гр. The Black Keys и Джонни Депп — «Gold on the Ceiling», «Lonely Boy»

## Статистика
Фильмы, получившие несколько номинаций.
| Фильм                                                                                | номинации |
| ------------------------------------------------------------------------------------ | --------- |
| • Голодные игры / The Hunger Games                                                   | 9         |
| • Девичник в Вегасе / Bridesmaids                                                    | 8         |
| • Гарри Поттер и Дары Смерти. Часть 2 / Harry Potter and the Deathly Hallows: Part 2 | 7         |
| • Мачо и ботан / 21 Jump Street                                                      | 7         |
| • Прислуга / The Help                                                                | 4         |
| • Девушка с татуировкой дракона / The Girl with the Dragon Tattoo                    | 3         |
| • Драйв / Drive                                                                      | 3         |
| • Проект Х: Дорвались / Project X                                                    | 3         |
| • Несносные боссы / Horible Bosses                                                   | 3         |

## Номинанты
Победители написаны первыми и выделены жирным шрифтом.

### Фильм года
Сумерки. Сага: Рассвет — Часть 1
- Девичник в Вегасе
- Голодные Игры
- Гарри Поттер и Дары Смерти. Часть 2
- Прислуга

### Лучший герой
Гарри Поттер — Гарри Поттер и Дары Смерти. Часть 2
- Капитан Америка — Первый мститель
- Грэг Дженко — Мачо и ботан
- Китнисс Эвердин — Голодные Игры
- Тор — Тор

### Лучшая мужская роль
Джош Хатчерсон — «Голодные Игры»
- Ченнинг Татум — «Клятва»
- Дэниел Рэдклифф — «Гарри Поттер и Дары Смерти. Часть 2»
- Джозеф Гордон-Левитт — «Жизнь прекрасна»
- Райан Гослинг — «Драйв»

### Лучшая женская роль
Дженнифер Лоуренс — «Голодные Игры»
- Эмма Стоун — «Эта — дурацкая — любовь»
- Эмма Уотсон — «Гарри Поттер и Дары Смерти. Часть 2»
- Кристен Уиг — «Девичник в Вегасе»
- Руни Мара — «Девушка с татуировкой дракона»

### Прорыв
Шейлин Вудли — «Потомки»
- Эль Фэннинг — «Супер 8»
- Мелисса Маккарти — «Девичник в Вегасе»
- Лиам Хемсворт — «Голодные Игры»
- Руни Мара — «Девушка с татуировкой дракона»

### Лучшая драка
Дженнифер Лоуренс и Джош Хатчерсон vs. Александра Людвига — «Голодные Игры»
- Ченнинг Татум и Джона Хилл против Kid Gang — «Мачо и ботан»
- Дэниел Рэдклифф vs. Рэйфа Файнса — «Гарри Поттер и Дары Смерти: Часть 2»
- Том Круз vs. Микаэля Нюквиста — «Миссия невыполнима: Протокол Фантом»
- Том Харди vs. Джоэла Эдгертона — «Воин»

### Лучший поцелуй
Роберт Паттинсон и Кристен Стюарт — «Сумерки. Сага: Рассвет — Часть 1»
- Ченнинг Татум и Рэйчел Макадамс — «Клятва»
- Дженнифер Лоуренс и Джош Хатчерсон — «Голодные Игры»
- Руперт Гринт и Эмма Уотсон — «Гарри Поттер и Дары Смерти. Часть 2»
- Райан Гослинг и Эмма Стоун — «Эта — дурацкая — любовь»

### Лучшая комедийная роль
Мелисса Маккарти — «Девичник в Вегасе»
- Джон Хилл — «Мачо и ботан»
- Кристен Уиг — «Девичник в Вегасе»
- Оливер Купер — «Проект X: Дорвались»
- Зак Галифианакис — «Мальчишник 2: Из Вегаса в Бангкок»

### Лучшая музыка к фильму
Party Rock Anthem — LMFAO («Мачо и ботан»)
- A Real Hero — College with Electric Youth («Драйв»)
- The Devil Is in the Details — Chemical Brothers («Ханна. Совершенное оружие»)
- Impossible — Figuirine («Как сумасшедший»)
- Pursuit of Happiness — Kid Cudi («Проект X: Дорвались»)

### Лучшее преображение на экране
Элизабет Бэнкс — «Голодные Игры»
- Руни Мара — «Девушка с татуировкой дракона»
- Джонни Депп — «Мачо и ботан»
- Мишель Уильямс — «7 дней и ночей с Мэрилин»
- Колин Фаррелл — «Несносные боссы»

### Лучший уродец на экране
Дженнифер Энистон — «Несносные боссы»
- Брайс Даллас Ховард — «Прислуга»
- Джон Хэмм — «Девичник в Вегасе»
- Колин Фаррелл — «Несносные боссы»
- Оливер Купер — «Проект X: Дорвались»

### Лучшая актёрская команда
Дэниел Рэдклифф, Эмма Уотсон, Руперт Гринт, Том Фелтон — «Гарри Поттер и Дары Смерти. Часть 2»
- Кристен Уиг, Майя Рудольф, Роуз Бирн, Мелисса Маккарти, Венди Маклендон-Кови, Элли Кемпер — «Девичник в Вегасе»
- Дженнифер Лоуренс, Джош Хатчерсон, Лиам Хемсворт, Элизабет Бэнкс, Вуди Харрельсон, Ленни Кравиц, Александр Людвиг — «Голодные Игры»
- Джон Хилл, Ченнинг Татум, Ice Cube, Дэвид Франко, Элли Кемпер, Бри Ларсон — «Мачо и ботан»
- Эмма Стоун, Виола Дэвис, Октавия Спенсер, Брайс Даллас Ховард, Джессика Честейн — «Прислуга»

### Лучший душещипательный момент
Кристен Уиг, Майя Рудольф, Роуз Бирн, Мелисса Маккарти, Венди Маклендон-Кови, Элли Кемпер — «Девичник в Вегасе»
- Брайс Даллас Ховард — «Прислуга»
- Джон Хилл, Роб Ригли — «Мачо и ботан»
- Райан Гослинг — «Драйв»
- Том Круз — «Миссия невыполнима: Протокол Фантом»

### Признание поколений
- Джонни Депп

### Новатор года
- Эмма Стоун